# Психиатрическая клиническая больница № 4 имени П. Б. Ганнушкина
Психиатрическая клиническая больница № 4 имени П. Б. Га́ннушкина — психиатрическая больница в Москве, основанная в 1938 году, после выделения «Котовской половины» Преображенской больницы в самостоятельное медицинское учреждение. После проведённой в 2017 году реформы является одной из трёх московских больниц данного профиля наряду с ПКБ № 1 и № 13. На территории больницы также находится Московский НИИ психиатрии.

## История
В 1684 году осенью в Преображенской слободе начато строительство Потешного городка на берегу Яузы для Петра I. Она названа «Пресбург» в честь крепости в Венгрии. Её называли «Стольный городок». В начале XIX века уничтожена. Затем купеческая семья Котовых купила владение и создала здесь фабрику. В 1904 году фабрика купцов Котовых, размещённая на этой территории, была разорена и перешла к городской управе. Впоследствии пустующие корпуса фабрики купцов Котовых были отданы Преображенской больнице. 
Стараниями Баженова бывшие фабричные постройки превращены в общежитие для служащих. В 1910 году на деньги меценатов, купцов Алексеевых, Королёвых и Хрущёвых, по проекту архитектора И. П. Машкова выстроили два новых здания в стиле неоклассического модерна — ныне 1-й и 3-й корпуса. В октябре 1931 года Котовская часть Преображенской больницы преобразована в самостоятельное учреждение — Московский городской институт клинической и социальной психоневрологии, который занимался лечением, а также теорией психических заболеваний и проблемами организации психиатрической помощи. В 1938 году учреждение переименовано в городскую психиатрическую больницу имени Петра Борисовича Ганнушкина, который не работал в этой больнице, но является выдающимся психиатром, создателем службы психиатрической помощи и автором концепции малой психиатрии. Кроме того, Ганнушкин создал учение о патологических характерах «О психотерапии и психоанализе» и предложил их классификацию, а также создал систему психоневрологических диспансеров. 
В 1975 году в больнице создан мемориальный музей П. Б. Ганнушкина.

## Филиалы
- Психиатрический стационар имени В. А. Гиляровского (бывшая ПКБ № 3)
- Психоневрологический диспансер № 3
- Психоневрологический диспансер № 4
- Психоневрологический диспансер № 5
- Психоневрологический диспансер № 7
- Психоневрологический диспансер № 8
- Психоневрологический диспансер № 9
- Психоневрологический диспансер № 16
- Психоневрологический диспансер № 17
- Психоневрологический диспансер № 19
- Клиника памяти[4]

## Архитектура
Архитектор И. П. Машков. С 1908 года по 1910 год Машков работал над перестройкой двух корпусов в психиатрическую больницу и в общежитие обслуживающего персонала. С 1912 года по 1913 год он же перестроил и расширил границы.